# Álex Remiro
Alejandro „Álex“ Remiro Gargallo (* 24. März 1995 in Cascante) ist ein spanischer Fußballtorwart.

## Karriere

### Vereine
Remiro begann seine Karriere bei Athletic Bilbao. In der Saison 2012/13 spielte er erstmals für das Farmteam CD Baskonia in der Tercera División. Im September 2014 debütierte er für die B-Mannschaft in der Segunda División B. Mit Bilbao B konnte er 2014/15 in die Segunda División aufsteigen. Im März 2015 stand Remiro zudem erstmals in der Primera División im Kader Bilbaos, blieb jedoch ohne Einsatz.
Sein Debüt in der Segunda División für Bilbao gab Remiro am ersten Spieltag der Saison 2015/16 gegen den FC Girona. Mit Bilbao B musste er nach nur einer Saison wieder in die Segunda División B absteigen.
Im Juli 2016 wurde er an den Zweitligisten UD Levante verliehen. Im Januar 2017 wurde er von Bilbao zurückbeordert. Im Juli 2017 wurde er erneut verliehen, diesmal an den Zweitligisten SD Huesca. 2019 schloss er sich Real Sociedad an.

### Nationalmannschaft
Remiro spielte zwischen 2013 und 2014 für die U19-Nationalmannschaft Spaniens. Im Oktober 2015 gehörte er erstmals dem Kader des U21-Teams an. Am 22. März 2024 gab er in London sein Debüt für die A-Nationalmannschaft im Testspiel gegen die Nationalmannschaft Kolumbiens mit Einwechslung für David Raya zur zweiten Spielhälfte.

## Titel
Nationalmannschaft
- Europameister: 2024 (ohne Einsatz)

Verein
- Spanischer Pokalsieger: 2020
- Spanischer Zweitligameister und Aufstieg in die Primera División: 2017